# Plazmatické proteiny

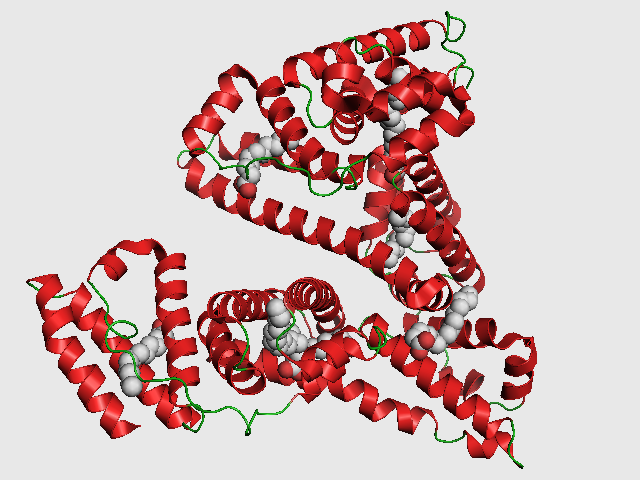
Struktura albuminu – jednoho z plazmatických proteinů

Jako plazmatické bílkoviny se označují bílkoviny obsažené v krevní plazmě. Tvoří asi 7 % krevní plazmy.
Plazmatické proteiny se dělí na albuminy, globuliny (α1, α2, β, γ) a fibrinogeny. Albuminy jsou zodpovědné za onkotický tlak krve, globuliny α a β mají transportní funkce, fibrinogen se uplatňuje při srážení krve . Kvantitativní zastoupení jednotlivých typů se určuje elektroforeticky.

## Albuminy
Albuminy se vytvářejí v játrech. Molekula albuminu je ve srovnání s ostatními bílkovinami krve poměrně malá a proto velmi dobře váže vodu. Stěna kapilár je pro bílkoviny většinou nepropustná, takže albuminy v krvi udržují vodu a působí nasávání vody z tkání do krve.
Ztráty albuminů (např. močí při poruchách ledvin) vedou k přestupu vody do tkání (zvláště do podkoží obličeje a končetin) a ke vzniku otoků.
Albuminy jsou také přenašeči enzymů, léků a kovů. Na albuminy se vážou i některé hormony, zvláště takové, které je zapotřebí „udržet“ déle v oběhu (např. pohlavní hormony a hormony štítné žlázy). Vazba těchto látek na albuminy zabraňuje jejich rychlému vyloučení ledvinami a v krvi se tak udržuje jejich stálá hladina.

## Globuliny
Globuliny jsou produktem specializovaných buněk obranného systému organismu – lymfatické (mízní) tkáně. Z hlediska obranných funkcí jsou nejvýznamnější tzv. imunoglobuliny, které jsou nositeli protilátek schopných zneškodnit některé škodlivé látky pronikající do organismu (součásti mikroorganismů, cizorodé buňky, jedy atd.) Množství imunoglobulinů se při infekčních chorobách zvyšuje.

## Fibrinogen
Fibrinogen vzniká podobně jako albuminy v játrech. Účinkem enzymů, které se v krvi uvolňují při poranění cév, se z fibrinogenu tvoří vláknitý fibrin, ucpávající porušenou cévní stěnu.